# Wasteland (álbum de Wolves at the Gate)
Wasteland es el sexto álbum de estudio de la banda estadounidense de metalcore Wolves at the Gate. Fue producido por el guitarrista y vocalista Steve Cobucci y el exmiembro de As I Lay Dying y bajista de Spiritbox, Josh Gilbert, y lanzado el 30 de mayo de 2025 por Solid State Records. Es un álbum conceptual que "sigue a un hombre llamado Jess en un páramo distópico, que busca a alguien a toda costa".

## Antecedentes y lanzamiento
El álbum se anunció por primera vez en abril de 2024, cuando la banda publicó una foto en Instagram de Steve Cobucci y Josh Gilbert en el estudio. En marzo de 2025, lanzaron el primer sencillo del álbum, "Parasite", seguido de un segundo, "Synthetic Sun". La banda lanzó dos sencillos más, "Law of the Wasteland" y "Death Clock", antes de lanzar el álbum el 30 de mayo de 2025.

## Lista de canciones
Todas las canciones escritas y compuestas por Wolves at the Gate, Ryan Leitru y Josh Gilbert. 
| N.º | Título                    | Duración |  |
| 1.  | «INT(r)O» (interlude)     | 1:23     |  |
| 2.  | «The Wasteland (PAIN)»    | 2:36     |  |
| 3.  | «PARASITE»                | 3:56     |  |
| 4.  | «SYNTHETIC SUN»           | 3:30     |  |
| 5.  | «Wandering» (interlude)   | 1:21     |  |
| 6.  | «LAW OF THE (Waste) LAND» | 3:27     |  |
| 7.  | «SMOKE (False Devils)»    | 3:54     |  |
| 8.  | «Withering» (interlude)   | 2:00     |  |
| 9.  | «DEATH CLOCK»             | 4:14     |  |
| 10. | «Wasting» (interlude)     | 0:27     |  |
| 11. | «MEMENTO MORI»            | 3:25     |  |
| 12. | «Wanting» (interlude)     | 0:41     |  |
| 13. | «UNREST»                  | 4:53     |  |

## Personal
Wolves at the Gate
- Nick Detty – voz principal, teclados
- Joey Alarcon – guitarra principal, producción, ingeniería
- Steve Cobucci – guitarra rítmica, voces limpias, producción
- Ben Summers – bajo, coros
- Abishai Collingsworth – batería